# Бъфи Съмърс
 Тази статия е за Бъфи Съмърс, героиня от сериала Бъфи, убийцата на вампири.  За кучето подарено от Бойко Борисов на Владимир Путин вижте Бъфи (куче).  
Бъфи Ан Самърс е главната героиня в телевизионния сериал „Бъфи, убийцата на вампири“ и многобройните романи, комикси и видеоигри, свързани с него. Ролята се изпълнява от Кристи Суонсън във филма, от Сара Мишел Гелар в сериала и Жизел Лорън във видео игрите и в неосъществената анимационна поредица. През 2005 г. Bravo TV постави Бъфи на 13 място за най-знаменитите телевизионни образи на всички времена.

## Биография
Забележка: Статията се отнася за Бъфи Съмърс, представена в сериала „Бъфи, убийцата на вампири“.

### История на персонажа
Внимание:  Текстът по-долу разкрива сюжета на произведението (или части от него)!
Бъфи е родена на 12 януари 1981 г. в Лос Анджелис, Калифорния. Родителите ѝ са Ханк и Джойс Съмърс. На осем години е близка приятелка с братовчедка си Селия, която обаче е убита от Der Kinderstod, демон, който убива болни деца. По-късно Бъфи става популярна мажоретка в гимназия „Хемери“. На петнадесет години започва да сънува странни, изпълнени с насилие сънища за жени от различни периоди на историята, които убиват чудовища. Един ден при Бъфи идва Мерик, мистериозен мъж, който ѝ разкрива съдбата ѝ на Убийца и става неин първи Наблюдател. Със съвсем малко обучение Бъфи побеждава първия си враг, вампирски водач на име Лотос, но Мерик загива. По време на битката Бъфи запалва огън в гимназията и впоследствие е изключена. Тя доверява на родителите си какво се е случило и, разтревожени, че дъщеря им губи ума си, те я изпращат в психиатрична клиника. Там Бъфи осъзнава, че опитите ѝ да убеди останалите в съществуването на демонични сили са безполезни. Затова решава да си замълчи и след няколко седмици е изписана. Бъфи и родителите ѝ никога повече не говорят за това.
Джойс и Ханк, които имат брачни проблеми, накрая се развеждат и Бъфи се мести с майка си в Сънидейл, малко градче в Калифорния.

### Сънидейл
В първи сезон Бъфи започва да приема отговорностите и опасностите, свързани със съдбата ѝ на Убийца. Тя се записва в местната гимназия и там се запознава с бъдещите си най-добри приятели, Зандър Харис и Уилоу Розенбърг, както и с новия си Наблюдател, Рупърт Джайлс. Тя също така среща Корделия Чейс, арогантна мажоретка, и Ейнджъл, вампир с душа. Бъфи е принудена бързо да влезе в ролята си на Убийца и заедно с новите си приятели се бие срещу вампири, чудовища и демони. Тя се сближава с Джайлс, на когото скоро започва да гледа като на баща.
В центъра на сезона е битката на Бъфи с вампирски водач на хиляда години, познат като Господаря и Орденът на Аурелиус. Бъфи е надвита и оставена да се удави в басейн в обиталището на Господаря. Нейната смърт го освобождава и отваря Гърлото на Ада, но тя е открита навреме от Ейнджъл и Зандър, които успяват да я върнат към живот. С нови сили Бъфи успява да победи Господаря.
Във втория сезон на сериала Бъфи открива забранена любов с Ейнджъл и се сблъсква със Спайк и Друзила, новите вампири в града. Бъфи губи девствеността си с Ейнджъл и така без да иска вдига от него проклятието Калдераш, което му е направено преди век. Така той губи душата си и се превръща отново в Ангелус, най-злият вампир в историята. Той е обсебен от желанието да съсипе живота на Бъфи и се съюзява със Спайк и Друзила. Когато разбира за плана на Ангелус да унищожи света, Бъфи неохотно приема съюз със Спайк, който също иска да го спре. Бъфи е принудена да разкрие самоличността си на майка си, която отказва да приеме истината, и двете се скарват. Докато Бъфи се бие с Ангелус, опитвайки се да го спре да отвори портал към адско измерение, Уилоу прави магия, която да върне душата на Ейнджъл. Магията успява и Ейнджъл се завръща, но порталът вече е отворен и кръвта му е единственият начин да бъде затворен. Въпреки мъката си, Бъфи намушква Ейнджъл с меч, като така го изпраща в ада и спасява света. Травматизирана от изпитанието и отчуждена от майка си, Бъфи бяга в Лос Анджелис.
В трети сезон Бъфи се опитва да възстанови отношенията си с приятелите и семейството си, както и да вземе трудни решения за връзката си с Ейнджъл. Той обаче се завръща мистериозно и Бъфи все още е привлечена от него. Междувременно в града се появява нова, непокорна Убийца, Фейт. Първоначално тя е могъщ съюзник на Бъфи, но дълбоките различия помежду им водят до враждебност и ожесточение и накрая Фейт се отдава на тъмната си страна. Тя се сближава с вежливия на пръв поглед, но зъл кмет Ричард Уилкинс, който е основал Сънидейл като място, където демоните да се хранят. Той използва Фейт да му помогне за превръщането му в чистокръвен демон в деня на завършването на гимназията. Когато Бъфи научава, че Ейнджъл е на ръба на смъртта, след като е бил отровен от Фейт, и само кръвта на Убийца може да му помогне, тя се опитва да пожертва Фейт, за да го спаси. Битката им оставя Фейт в кома и накрая Бъфи спасява Ейнджъл със собствената си кръв. После тя повежда съучениците си в битка срещу преобразения кмет и неговите слуги, чиято кулминация е експлозията, унищожила кмета и гимназия „Сънидейл“. След като димът се разсейва, Ейнджъл заминава за Лос Анджелис, за да се опита Бъфи да води нормален живот без него.
В четвърти сезон Бъфи трябва да балансира между задълженията си на Убийца и новия си живот на колежанка. Той е допълнително усложнен от мистични заплахи, завръщането на Спайк и една катастрофална любовна нощ, прекарана с Паркър Ейбрамс, очарователен плейбой. Тя чувства и известно отдалечаване от приятелите си, които изглежда са поели в различни посоки. Бъфи привлича вниманието на Райли Фин, който скоро се оказва, че е член на щатски правителствен военен отряд, създаден да изучава демони. По-късно се разбира, че това е само прикритие за ръководителя на отряда, професор Уелш, която се опитва да създаде раса от супервойници чрез изследванията си.
Междувременно Фейт се събужда от комата и чрез мистично устройство, оставено ѝ от кмета, разменя тялото си с това на Бъфи. С помощта на Уилоу и Тара обаче, Бъфи успява да си върне тялото, а Фейт бяга в Лос Анджелис. Бъфи е поразена да открие, че там тя се намира под опеката на Ейнджъл, който се надява да ѝ помогне. Бъфи трябва да се сражава и със Спайк, който се завръща в Сънидейл и е заловен от правителствения отряд. Те му имплантират чип в главата, който го прави неспособен да наранява хора. Спайк предлага помощ и информация на Бъфи в замяна на нейната защита. Бъфи не възразява срещу присъствието му, но е наясно, че не може да му вярва. В края на сезона правителственият отряд решава да преустанови дейността си, а Райли се уволнява с почести от армията.
В пети сезон Бъфи се изправя срещу най-големите опасности дотогава. В живота ѝ мистериозно се появява по-малка сестра, Доун. Нейното присъствие е насложено в паметта на Бъфи, приятелите ѝ и майка ѝ, чието здраве се влошава. Бъфи открива, че Доун не е нейна сестра, по време на мистичен транс. Скоро тя научава, че група монаси са създали човешко тяло, за да скрият от психически нестабилното и опасно зло божество Глори „Ключа“, космическа енергия, която може да отвори междупространствени портали. Глори иска да се завърне в родното си измерение и не се интересува, че по този начин ще премахне бариерите, отделящи Земята от всички адски измерения. Монасите са избрали Бъфи да защитава Ключа и знаят, че ще пази сестра си с цената на живота си.
Междувременно Спайк осъзнава, че е влюбен в Бъфи, и се превръща в постоянно присъствие в живота ѝ, на което тя може да разчита, помагайки ѝ да се бие срещу демони. Джайлс отвежда Бъфи на мисловно пътуване в пустинята, където духът на първата Убийца ѝ казва, че смъртта е нейният дар за света. Връзката на Бъфи с Райли се разпада, главно защото тя не може да му даде емоционалната близост, за която той копнее. Докато се съвзема от поредната разпаднала се връзка, Бъфи забелязва колко е обсебен Спайк от нея и отменя поканата си, с която той може да влиза в дома ѝ. Бъфи е опустошена, когато майка ѝ внезапно умира от мозъчен тумор.
Глори успява да отвлече Доун и има намерение да я принесе в жертва, за да отвори портала. Бъфи, Спайк и приятелите ѝ нападат Глори. Доун е завързана на висока кула, където, въпреки опитите на всички, демон използва кръвта ѝ и отваря междупространствения портал. Бъфи успява да надвие Глори и най-после разбира смисъла на посланието от първата Убийца. Тя спасява Доун и жертва себе си, за да затвори портала. Бъфи е погребана в покрайнините на Сънидейл с епитаф: "Тя спаси света. Неведнъж.“ Най-после способна да си почине, Бъфи попада в Рая и открива мир.
В шести сезон Бъфи е възкресена от приятелите си чрез тъмен ритуал, воден от Уилоу. Те вярват, че опитът им е бил неуспешен, но Бъфи се събужда в ковчега си и е принудена да се изрови сама от земята. Връщането ѝ към живота е трудно, тя трябва да се справя с болката от изтръгването си от Рая, както и новите ѝ отговорности по отглеждането на Доун и плащането на сметки. Приятелите ѝ вярват, че са я измъкнали от адско измерение, затова тя може да намери утеха единствено при Спайк и настоява той да пази тайната. Бъфи изпада в дълбока депресия и започва бурна сексуална връзка със Спайк, която не удовлетворява и двамата. Бъфи признава пред Спайк, че само го използва и това я убива, затова решава да го напусне. По-късно Спайк се опитва да я изнасили, но тя успява да го отблъсне. Ужасен от себе си, Спайк напуска Сънидейл, за да търси душата си.
Бъфи трябва да се справя и с клептоманията на Доун и нарастващата пристрастеност на Уилоу към магията. Допълнително е раздразнена и от Триото, състоящо се от Уорън Меарс, Андрю Уелс и Джонатан Левинсон, чиито комични престъпления стават по-сериозни през сезона. Накрая Уорън стреля по Бъфи и случайно улучва и Тара. Уилоу успява да спаси Бъфи със силите си, но Тара умира. Обезумяла от скръб, Уилоу се отдава на черни магии и търсейки отмъщение от Уорън, почти унищожава света.
В седмия и последен сезон, Бъфи е изправена срещу заплахата от Първото Зло. Вестителите, агенти на Първото Зло, проследяват и убиват потенциални Убийци по целия свят, в опит да заличат линията на Убийците. Домът на Бъфи скоро се оказва пълен с тийнейджърки, потенциални Убийци, които търсят закрила. Тя започва да ги тренира за битката срещу Първото Зло. Сънидейл скоро се превръща в призрачен град, който хората бързо напускат, заради засилената демонска активност.
Потенциалните Убийци обаче започват да губят вяра в Бъфи заради опасностите около тях, които все повече се увеличават. Това води до бунт и всички, заедно с приятелите и сестра ѝ, искат да изберат променената Фейт за нов лидер. Доун иска от Бъфи да напусне къщата. Единствено Спайк, който се е завърнал в Сънидейл с душа, остава верен на Бъфи и тя прекарва две нощи с него преди последната битка срещу армиите на злото. Бъфи спасява сама Потенциалните Убийци, които, водени от Фейт, попадат в гибелен капан и така отново спечелва доверието им.
Ейнджъл пристига в града, за да помогне на Бъфи, но тя го отпраща обратно в Ел Ей. Бъфи признава, че сега Спайк е в сърцето ѝ. Ейнджъл и дава мистичен амулет, който тя връчва на Спайк, за да го носи в битката. Бъфи иска от Уилоу да използва силите си, за да активира всяка потенциална Убийца по света. Групата Потенциални се превръща в армия от Убийци, които посрещат армиите на Първото Зло. Спайк, с помощта на амулета, жертва себе си, за да унищожи армията от вампири и да затвори Гърлото на Ада. Преди да го остави да умре, Бъфи казва на Спайк, че го обича. После тя и оцелелите от битката едва успяват да избягат, преди Сънидейл да рухне в огромен кратер.

### След Сънидейл
След последния сезон на „Бъфи, убийцата на вампири“, присъствието на Бъфи се усеща в сериала „Ейнджъл“. След като унищожават Гърлото на Ада, Бъфи, Доун, Андрю и Джайлс се преместват в Италия, където активираните потенциални Убийци се събират. Джайлс се опитва да пригоди Съвета на Наблюдателите към новата реалност с хиляди Убийци.
Бъфи започва да губи доверие в Ейнджъл, след като той и екипът му поемат ръководството на „Wolfram & Hart“. Когато Дейна, психичноболна Убийца, бяга от клиника в Лос Анджелис, Андрю работи заедно с Ейнджъл, за да я задържат. Когато успяват, Бъфи отказва да остави Дейна на грижите на Ейнджъл, нареждайки на Андрю и екипа му от Убийци да я заведат в Италия. Андрю става съквартирант на Бъфи и Доун.
Ейнджъл и Спайк (който е възкресен в Лос Анджелис), са подведени да вярват, че Бъфи е започнала връзка с Безсмъртния, харизматично същество на стотици години, който е легендарен любовник. Ейнджъл и Спайк безрезултатно я издирват, докато са в Италия, опитвайки се да избегнат демонска война, но така ѝ не я намират. Предварителният преглед на комикса „Бъфи, убийцата на вампири - осми сезон“ изяснява, че любовната афера на Бъфи и Безсмъртния е шега на Андрю. Той решава, че ще бъде забавно „по някаква причина“, докато всъщност това е друга Убийца, дегизирана като Бъфи. Бъфи също така надзирава 500 млади Убийци, разделени в десет взвода.

## Сили и умения
Бъфи е Убийца и като такава тя има всички сили и умения, произтичащи от това. Те включват свръхчовешка сила, бързина, подвижност, рефлекси и ускорен оздравителен процес. Бъфи също притежава способността да предусеща опасностите, макар и в сънищата си. Например, сънищата ѝ я предупреждават за собствената ѝ смърт и тази на Ейнджъл. Освен това, Бъфи показва ясно изразена способност да води другите в битки.
Убийците би трябвало да могат да усещат вампирите, макар че и при Бъфи, и при Фейт това очевидно липсва. Бъфи в някои случаи усеща присъствието на демони.
Бъфи губи за кратко силите си на Убийца на 18 – я си рожден ден като тест на характера, проведен от Съвета на Наблюдателите.

### Временни умения
В епизода „Earshot“ Бъфи приема част от същността на демон, който е убила и това ѝ дава възможността да чува мислите на другите (макар и не на вампири, които не оставят отражение в ума). Тя не успява да контролира всички мисли в главата си, затова Ейнджъл убива втори демон от същия вид и дава на Бъфи отвара, съдържаща сърцето му. Благодарение на това Бъфи губи тази способност.
В епизода „Primeval“ Бъфи е обект на сложна магия, която за кратко ѝ дава уменията на Зандър, Уилоу и Джайлс. Заклинанието също така черпи директно от източника на силата на Убийцата. Бъфи става по-бърза, по-силна и придобива магически способности. След като тя побеждава по този начин почти неуязвимия си враг Адам, магията изчезва.

## Смъртта на Убийцата
В епизода „Prophecy Girl“ Бъфи изпада в клинична смърт, при която сърцето спира да бие, но все още има мозъчна активност. Хора, изпаднали в клинична смърт, често биват връщани към живот. Смъртта на Бъфи активира като Убийца Кендра Янг, а смъртта на Кендра по-късно активира Фейт.
Истинската смърт на Бъфи настъпва в края на епизода „The Gift“, когато тя жертва себе си, за да спаси Доун и света, хвърляйки се от кулата и затваряйки със собственото си тяло мистичния портал. Тялото ѝ остава в гроба 147 дни, докато Уилоу, Зандър, Тара и Аня не я съживяват в епизода „Bargaining“. По това време не е избрана нова Убийца, защото линията се продължава от Фейт, а не от Бъфи. С клиничната си смърт Бъфи вече е активирала своята наследница по-рано и не може да го направи отново.

## Романтични интереси
- Били „Форд“ Фордам („Lie to Me“) – Бъфи си пада по Форд в пети клас, но по това време той е „мъжествен шестокласник“ и няма време за малки момичета. Форд идва в Сънидейл и лъже Бъфи, че се е преместил и вече ще посещава местната гимназия. Всъщност, на него му остават месеци живот и иска да намери вампирски водач и да сключи с него сделка – кръвта на Бъфи срещу вечен живот. Бъфи е потресена от предателството му, макар и натъжена заради болестта му. Когато Форд се надига като вампир от гроба, тя го пробожда без чувства, защото онзи Форд, когото е познавала и обичала, отдавна е умрял.
- Джефри – суетното, популярно гадже на Бъфи в гимназия „Хемери“. Когато тя поема отговорностите си на Убийца, двамата се отчуждават и той я зарязва, оставяйки ѝ съобщение на телефонния секретар.
- Ейнджъл – първоначално той обича Бъфи отдалеч, наблюдавайки я как се справя със съдбата си на Убийца. Това го кара да се премести в Сънидейл и да ѝ стане полезен съюзник в борбата срещу злото. Бъфи изгубва девствеността си с Ейнджъл (в епизода „Surprise“), преживяване, след което Ейнджъл отново губи душата си. За да предотврати опита му да унищожи света, Бъфи го изпраща в адско измерение. Когато Ейнджъл се завръща, Бъфи се грижи за него и те се опитват да бъдат приятели, но продължават да се чувстват привлечени един към друг. Накрая Ейнджъл се мести в Ел Ей, но двамата продължават да поддържат контакт. В края на сериала, Бъфи признава на Ейнджъл, че все още гледа в бъдещето и го оставя с надежда, че някога двамата могат отново да бъдат заедно.
- Зандър Харис – въпреки че Бъфи не отвръща на романтичните чувства на Зандър към нея, тя танцува и флиртува с него в епизода „When She Was Bad“. По-късно, под въздействието на любовна магия, тя се опитва да го прелъсти в училищната библиотека. Когато заклинанието е развалено, тя е благодарна на Зандър, че не се е възползвал от ситуацията. С времето двамата развиват връзка почти като между брат и сестра.
- Скот Хоуп – съученик на Бъфи от гимназията, който е влюбен в нея. Той няколко пъти я кани на среща през трети сезон. Въпреки че не е безразлична към него, Бъфи все още не може да преодолее загубата на Ейнджъл и винаги му отказва. Накрая тя решава да излезе с него, но тогава Ейнджъл се завръща от адското измерение. Бъфи и Скот са заедно само няколко седмици и Скот я изоставя, уморен от прекалената ѝ заетост и ангажименти. Години по-късно, тя разбира, че Скот е казал на съучениците им, че са се разделили, защото тя е лесбийка. Иронията е, че в колежа той самият се оказва гей.
- Паркър Ейбрамс – привлекателен студент, който Бъфи среща в колежа. Той е вторият мъж, с когото Бъфи прави секс. Оказва се обаче, че Паркър просто иска да „си прекара добре“ и не желае никакво обвързване. Той пренебрегва Бъфи, след като тя прекарва нощта с него и тя се чувства ужасно наранена. По-късно Бъфи спасява живота му, измъквайки го от горяща сграда и Паркър се извинява за постъпките си. Тя отвръща като го удря по главата с дървена тояга.
- Райли Фин – Бъфи се запознава с Райли в колежа в епизода „The Freshman“. Двамата започват сериозна връзка, след като разкриват тайната си самоличност на другия. Райли жертва кариерата и приятелите си, за да бъде с Бъфи, но е разочарован от отказа ѝ да бъде истински открита и ранима пред него. Той започва да се отдалечава, докато накрая не решава да се върне в армията и напуска страната. По-късно се връща за кратко в Сънидейл със съпругата си.
- Спайк – първоначално врагове, Спайк и Бъфи стават неохотно съюзници. В пети сезон Спайк се влюбва в Бъфи, но тя не отговаря на чувствата му и не е сигурна как да приеме растящата му обсебеност с нея. По-късно Бъфи е трогната от решимостта на Спайк да изтърпи мъчения, за да защити нея и сестра ѝ. Двамата забравят разногласията и се бият рамо до рамо до смъртта ѝ. След възкресяването ѝ в шести сезон, Бъфи и Спайк започват бурна връзка, която включва трошащи се предмети, нелицеприятни признания и Спайк прави опит да изнасили Бъфи. След него той заминава в търсене на душата си. Лоялността му към Бъфи продължава и след възстановяването на душата му и накрая тя му казва, че го обича (в епизода „Chosen“), когато Спайк е напът да спаси света. На което той отвръща: „Не, не ме обичаш. Но ти благодаря, че го казваш.“ След като се връща отново към живот в Лос Анджелис, Спайк решава да не търси Бъфи, защото иска тя да го запомни като героя, пожертвал себе си.
- Директор Робин Ууд – Бъфи и Ууд излизат на една среща, но връзката им си остава приятелска. Той ѝ разкрива, че е син на предишна Убийца.